# Маминов, Александр Иванович
Александр Иванович Маминов (1 декабря 1911 года — 5 июля 1943 года) — сержант Рабоче-крестьянской Красной Армии, участник советско-финской и Великой Отечественной войн, Герой Советского Союза (1940).

## Биография
Александр Маминов родился 1 декабря 1911 года в деревне Авдотьино (ныне — Плесецкий район Архангельской области). После окончания начальной школы работал в леспромхозе. В 1933—1935 годах проходил службу в Рабоче-крестьянской Красной Армии. В 1939 году Маминов повторно был призван в армию. Участвовал в боях советско-финской войны, будучи стрелком 329-го стрелкового полка 70-й стрелковой дивизии 7-й армии Северо-Западного фронта.
24 февраля 1940 года в бою на острове Пий-Сари в Выборгском заливе Маминов захватил станковый пулемёт. 6-7 февраля в бою за посёлок Нисалахти (ныне — Чулково Выборгского района Ленинградской области) он лично уничтожил 8 финских солдат, сам был ранен, но продолжал сражаться. Когда в бою был ранен командир батальона, Маминов вынес его на себе с поля боя.
Указом Президиума Верховного Совета СССР от 21 марта 1940 года за «образцовое выполнение боевых заданий командования на фронте борьбы с финской белогвардейщиной и проявленные при этом отвагу и геройство» красноармеец Александр Маминов был удостоен высокого звания Героя Советского Союза с вручением ордена Ленина и медали «Золотая Звезда» за номером 463.
Участвовал в боях Великой Отечественной войны. 5 июля 1943 года погиб в боях под Ленинградом в районе Колпино. Похоронен на Большеохтинском кладбище Санкт-Петербурга.
В честь Маминова названа улица в селе Конёво Плесецкого района.

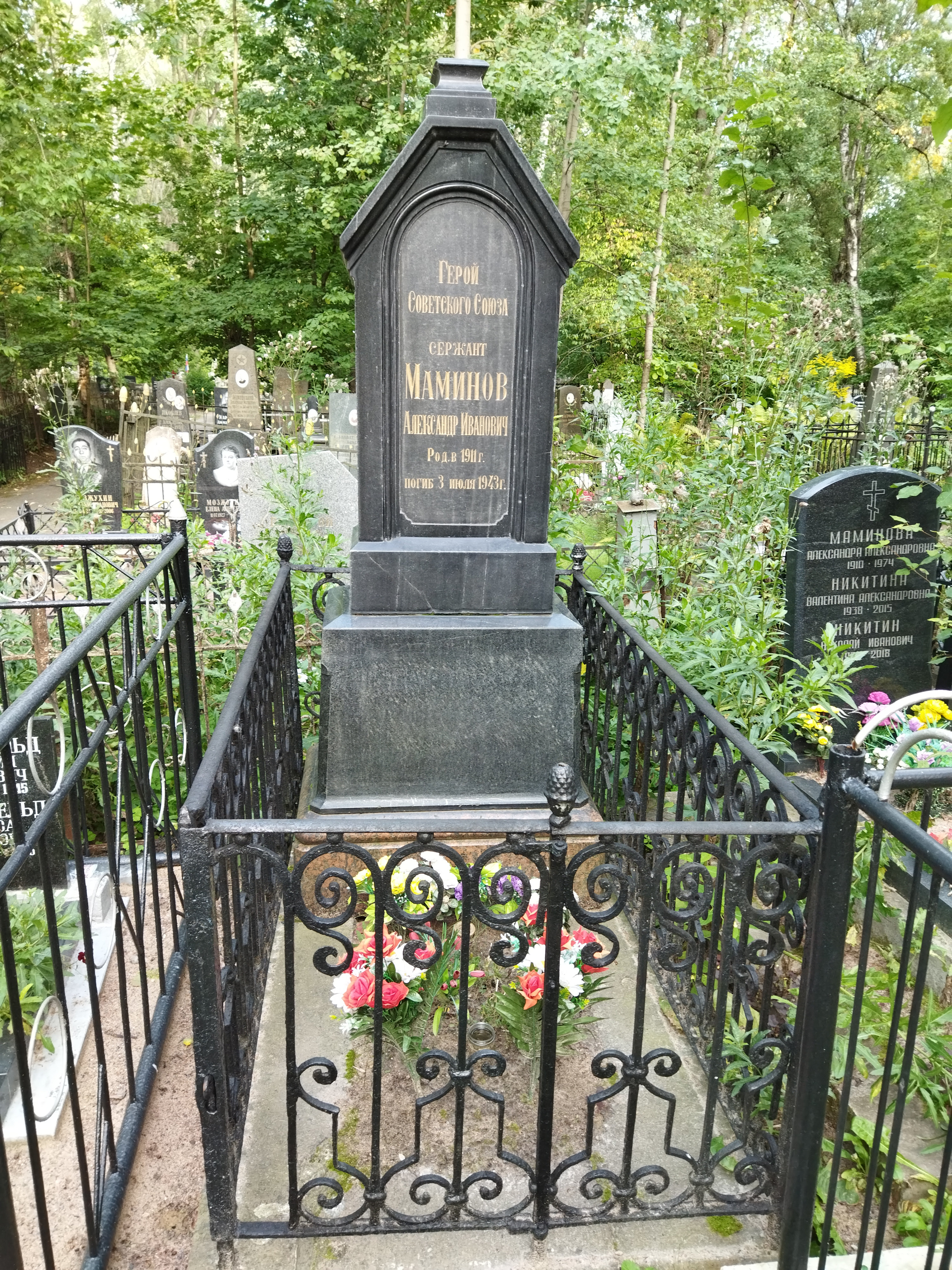
Могила А. И. Маминова на Большеохтинском кладбище в Санкт-Петербурге